# همه مردها مثل هم هستند
همه مردها مثل هم هستند (اسپانیایی: Todos los hombres sois iguales‎) یک فیلم در ژانر کمدی رمانتیک و رمانتیک به کارگردانی مانوئل گومس پریرا است که در سال ۱۹۹۴ منتشر شد.

## بازیگران
- ایمانوئل آریاس[۲]
- آنتونیو رسی‌نس[۳]
- کریستینا مارکوس[۳]
- ماریا بارانکو
- ایسابل ارداس
- کیتی مانبر
- کارمن بالاگه
- پاستورا وگا
- نانچو نُـوو
- خسوس بونیا
- خوانخو پوئیخ‌کوربه[۳]